# Lijst van Britse kazen

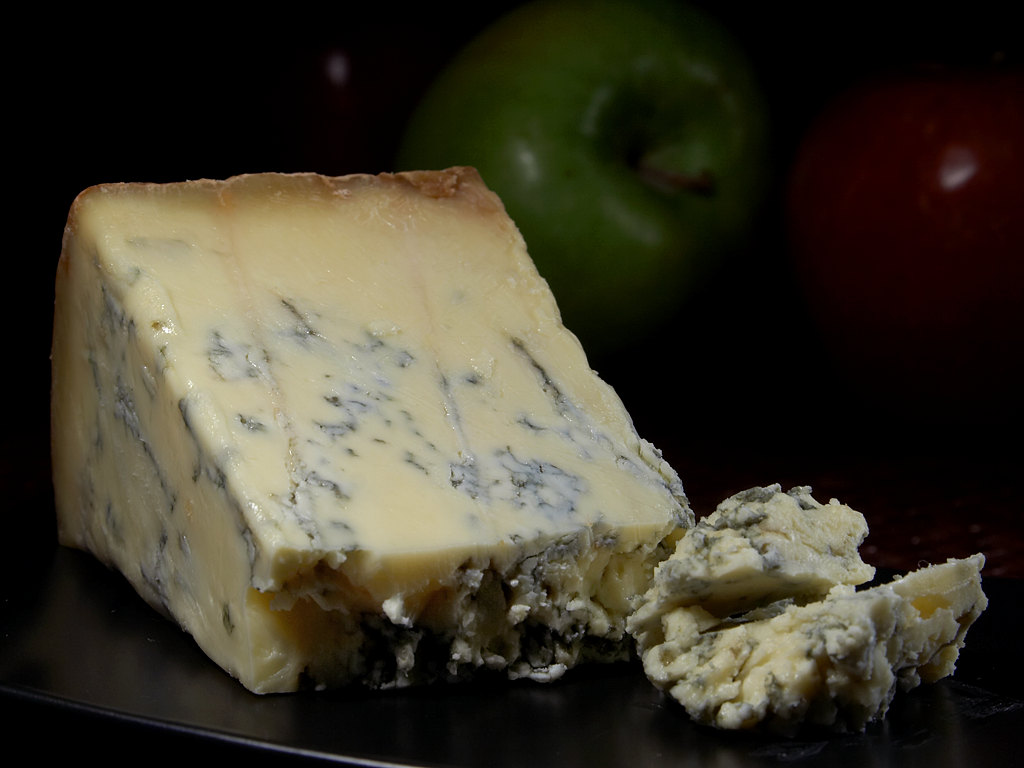
Stilton

Dit is een lijst van kazen uit het Verenigd Koninkrijk.

## B
- Ballybrie
- Barkham Blue
- Bath Blue
- Berkswell
- Blue Monday Genoemd naar het liedje van New Order
- Blue Rathgore
- Bonchester BOB
- Brinkburn
- Buxton Blue BOB (niet in productie)

## C
- Caboc
- Caerphilly
- Caithness
- Cheddar
  - West Country Farmhouse Cheddar BOB
- Cheshire
- Chevington
- Coleraine Cheddar
- Colwick
- Coquetdale
- Cornish Blue
- Cornish Brie
- Cornish Pepper
- Cotherstone
- Cotswold
- Coverdale
- Croglin
- Crowdie

## D
- Derby
  - Sage Derby: geaderd met salie
- Devon Blue
- Dorset Blue Vinney of Vinny
- Dorstone
- Double Gloucester
- Dovedale (Blue) BOB
- Dunlop

## E
- Exmoor Blue BGA

## F
- Farleigh Wallop

## G
- Gallybagger (zeldzaam buiten het Isle of Wight)
- Godminster Organic Brie (voorheen Goldilocks)
- Gloucester BOB

## H
- Harbourne Blue
- Harlech
- Hereford Hop
- Huntsman: een combinatie van Gloucester en Stilton

## I
- Ilchester
- Innkeepers choice
- Isle of Mull
- Isle of Wight Blue
- Isle of Wight Soft

## K
- Katy's White Lavender
- Kidderton Ash

## L
- Lanark Blue
- Lancashire
  - Beacon Fell Traditional Lancashire BOB
- Red Leicester
- Lincolnshire Poacher
- Little Wallop
- Farmhouse Llanboidy
- Lord of the Hundreds
- Lymeswold (uit productie sinds 1992)

## O
- Oxford Blue

## P
- Pantysgawn
- Parlick Fell

## R
- Blue Rathgore (uit productie sinds 2000)

## S
- Shropshire Blue
- Somerset Brie
- Stilton BOB
  - Stichelton: van ongepasteuriseerde melk
- Stinking Bishop
- Suffolk Gold
- Sussex Slipcote
- Swaledale BOB

## T
- Teviotdale BGA
- Tintern

## V
- Village Green

## W
- Waterloo
- Wensleydale
- Whitehaven
- Wiltshire Loaf
- Red Windsor
- Woolsery

## Y
- Yarg
  - Wild Garlic Yarg: gewikkeld in daslookbladeren
- Y Fenni
  - Red Dragon: met rode waslaag
- Yorkshire Blue
- Fine Fettle Yorkshire (voorheen Yorkshire Feta)